# 錫耶納畫派

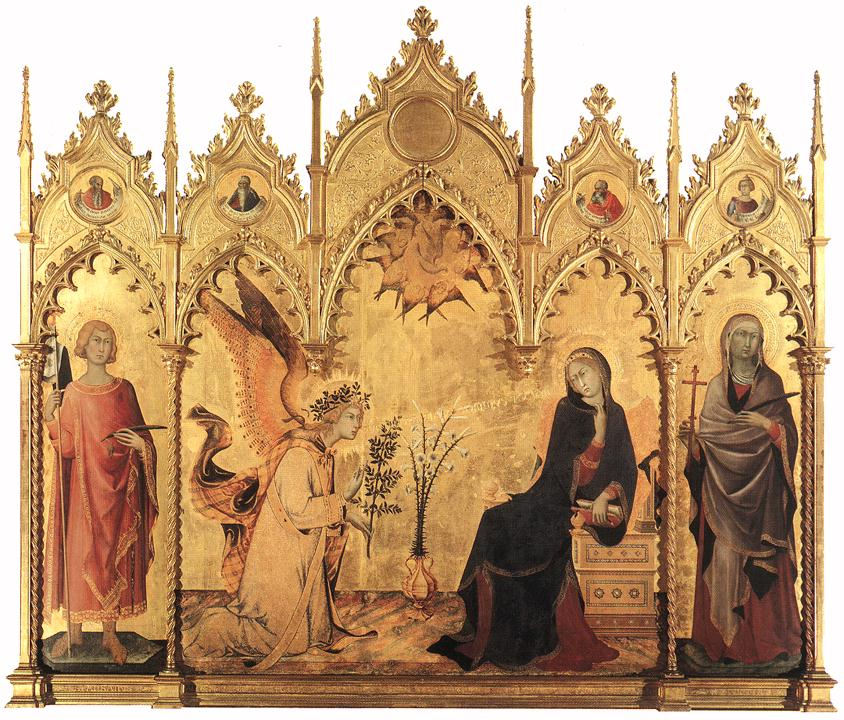
西蒙尼·馬蒂尼作品《Annunciation with St. Margaret and St. Ansanus》, 1333年

西恩納畫派（Sienese School）是指13世紀至15世紀期間在義大利錫耶納蓬勃發展的繪畫風格。
錫耶納畫派最重要的藝術家包括杜喬·迪·博尼塞尼亞（其作品受到拜占庭影響）、他的學生西蒙尼·馬蒂尼（Simone Martini） 、彼得羅·洛倫澤蒂（Pietro Lorenzetti）和安布羅喬·洛倫澤蒂（Ambrogio Lorenzetti）兄弟、多梅尼科·迪·巴托洛（Domenico di Bartolo）和塔迪奧·迪·巴托洛（ Taddeo di Bartolo）、斯特凡諾·迪·喬瓦尼（Stefano di Giovanni）、保羅·迪·喬瓦尼·費和馬泰奧·迪·喬瓦尼（Matteo di Giovanni）。

## 歷史
杜喬·迪·博尼塞尼亞被認為是“錫耶納繪畫之父” 。彼得羅·洛倫澤蒂 (Pietro Lorenzetti ) 和安布羅吉奧·洛倫澤蒂 (Ambrogio Lorenzetti )兄弟「對錫耶納藝術重大發展，從杜喬·迪·博尼塞尼亞繼承的傳統轉向哥德式風格，融合了喬托和阿諾爾福·迪·坎比奧（Arnolfo di Cambio）在佛羅倫斯引入的創新」。
「即使錫耶納本身在經濟和政治上開始衰落，錫耶納藝術仍然蓬勃發展。雖然15世紀錫耶納的藝術家沒有像14 世紀先驅那樣受到廣泛的贊助和尊重，但他們創作的繪畫和插圖手稿是義大利藝術寶庫中被低估的瑰寶之一」。
15世紀末，錫耶納「最終屈服」於佛羅倫斯畫派關於透視法和自然主義表現的風格，吸收了其「人文主義文化」。16世紀，風格主義者多梅尼科·貝卡富米（Domenico Beccafumi）和伊爾·索多瑪（Il Sodoma）曾在錫耶納工作。雖然巴爾達薩雷·佩魯齊在錫耶納出生和接受訓練，但他的主要作品和風格反映了他在羅馬的長期職業生涯。
16世紀錫耶納的經濟和政治衰落，最終被佛羅倫斯征服，在很大程度上抑制了錫耶納繪畫的發展，儘管這也意味著教堂和公共建築中的很大一部分錫耶納作品沒有被丟棄或毀壞。